# Acineta sella-turcica
Acineta sella-turcica är en orkidéart som beskrevs av Heinrich Gustav Reichenbach. Acineta sella-turcica ingår i släktet Acineta och familjen orkidéer. Inga underarter finns listade i Catalogue of Life.